# Estación de Santa María y la Peña
Santa María y la Peña es una estación ferroviaria con parada facultativa situada en el municipio español de Las Peñas de Riglos en la provincia de Huesca, comunidad autónoma de Aragón. Dispone de servicios de Media Distancia operados por Renfe.

## Situación ferroviaria
La estación se encuentra en el punto kilométrico 137,112 de la línea de ferrocarril que une Zaragoza con la frontera francesa por Canfranc a 546 metros de altitud y está situada entre la de Riglos y Anzánigo.
El tramo es de vía única y está sin electrificar.

## Historia
La estación original fue abierta al tráfico el 1 de junio de 1893 con la puesta en marcha del tramo Huesca-Jaca de la línea que pretendía unir Zaragoza con la frontera francesa por Canfranc. Aunque dicho tramo fue abierto y explotado desde un primer momento por Norte la concesión inicial había recaído en la Sociedad Anónima Aragonesa la cual cedió la misma a Norte.
El trazado de la línea fue variado a principios del siglo XX,  ya que el proyecto de construcción del embalse de La Peña obligó a elevar la cota y supuso una variante con mayor elevación, obligando a cambiar la ubicación de la estación original y a la construcción de un nuevo viaducto. Por Real Orden del 18 de agosto de 1905. se anunció la celebración de la subasta para las obras de  infraestructura de la variante de este ferrocarril en el embalse de La Peña, con un presupuesto de 122.981,27 pesetas Este nuevo trazado, que perdura hasta el día de hoy, fue inaugurado el 24 de julio del año 1923.
En 1941, la nacionalización del ferrocarril en España supuso la desaparición de las compañías existentes y su integración en la recién creada RENFE. Desde el 31 de diciembre de 2004 Renfe Operadora explota el tráfico ferroviario mientras que Adif es la titular de las instalaciones. 
En 2013, Renfe Operadora cesó en el tráfico de viajeros, quedando sin servicio la estación, hasta su nueva puesta en marcha el 7 de abril de 2019, aunque como apeadero con parada facultativa.

## La estación
El edificio de viajeros es de dos alturas, con tres vanos por costado y planta, usando la parte superior como vivienda. Dispone de aseos públicos en edificio aparte y almacén, estos dos últimos en estado de ruina. Cuenta con dos andenes, uno de ellos no funcional y tres vías, la directa frente al edificio de viajeros y dos derivadas, estas últimas prácticamente sin uso.
A pesar de su carácter de estación, al tener enclavamiento y cambios manuales, no se puede apartar un tren sin desplazar a un factor de circulación a la estación. Debido a esto funciona en la práctica como un apeadero y no parte el largo cantón Ayerbe-Sabiñánigo, de 59,3 km.

## Servicios ferroviarios

### Media Distancia
Los trenes de Media Distancia operados por Renfe tienen como destinos finales Zaragoza  y Canfranc. La oferta ferroviaria consiste en dos trenes por sentido diariamente.
| Línea MD | Trenes   | Origen/Destino    |  | Destino/Origen |
| -------- | -------- | ----------------- |  | -------------- |
| 56       | Regional | Zaragoza-Delicias |  | Canfranc       |